# Mistrzostwa Włoch w rugby union kobiet (2010/2011)
Mistrzostwa Włoch w rugby union kobiet (2010/2011) – dwudziesta edycja zarządzanej przez Federazione Italiana Rugby najwyższej klasy rozgrywkowej w kobiecym rugby union we Włoszech, a dwudziesta siódma ogółem. Zawody odbywały się w dniach 10 października 2010 – 23 kwietnia 2011. Tytułu mistrzowskiego zdobytego w poprzednim sezonie broniła drużyna Red Panthers.
Po roku przerwy tytuł odzyskała drużyna Red Panthers pokonując w finałowym meczu w Mantui zespół Riviera del Brenta.

## System rozgrywek
Do rozgrywek przystąpiło dziesięć zespołów, które zostały podzielone na dwie grupy. Rozgrywki ligowe prowadzone były w pierwszej fazie systemem kołowym według modelu dwurundowego w okresie jesień-wiosna. Druga faza rozgrywek obejmowała mecze systemem pucharowym o mistrzostwo kraju. Do półfinałów awansowały trzy pierwsze drużyny z grupy 1, a czwarta drużyna grupy 1 rozegrała baraż o półfinał ze zwycięzcą grupy 2. Półfinały rozgrywane były w formie dwumeczu, z pierwszym meczem na boisku drużyny, która po rundzie zasadniczej była niżej sklasyfikowana. Finał zaś odbył się na neutralnym stadionie.
Najsłabsza drużyna grupy 1 została relegowana, natomiast zwycięzca grupy 2 uzyskał awans.

## Faza grupowa

### Grupa 1
| 10-10-2010 | 1 ⇐ kolejka ⇒ 6                | 28-11-2010 |
| ---------- | ------------------------------ | ---------- |
| 0-30       | Valsugana - Riviera del Brenta | 0-23       |
| 32-0       | Treviso - Monza                | 5-3        |

| 14-11-2010 | 4 ⇐ kolejka ⇒ 9            | 23-1-2011 |
| ---------- | -------------------------- | --------- |
| 23-24      | Riviera del Brenta - Monza | 40-3      |
| 13-10      | Valsugana - Pesaro         | 0-0       |

| 17-10-2010 | 2 ⇐ kolejka ⇒ 7              | 12-12-2010 |
| ---------- | ---------------------------- | ---------- |
| 58-0       | Monza - Pesaro               | 67-0       |
| 0-5        | Riviera del Brenta - Treviso | 3-27       |

| 21-11-2010 | 5 ⇐ kolejka ⇒ 10  | 27-3-2011 |
| ---------- | ----------------- | --------- |
| 0-54       | Pesaro - Treviso  | 0-60      |
| 27-0       | Monza - Valsugana | 0-49      |

| 24-10-2010 | 3 ⇐ kolejka ⇒ 8             | 16-1-2011 |
| ---------- | --------------------------- | --------- |
| 58-5       | Treviso - Valsugana         | 26-5      |
| 7-50       | Pesaro - Riviera del Brenta | 0-74      |

### Grupa 2
| 10-10-2010 | 1 ⇐ kolejka ⇒ 6      | 28-11-2010 |
| ---------- | -------------------- | ---------- |
| 41-8       | Colorno - Taurinia   | 22-0       |
| 0-84       | Cogoleto - Benevento | 0-20*      |

| 14-11-2010 | 4 ⇐ kolejka ⇒ 9      | 23-1-2011 |
| ---------- | -------------------- | --------- |
| 0-43       | Taurinia - Benevento | 0-20*     |
| 3-32       | Colorno - Roma       | 5-53      |

| 17-10-2010 | 2 ⇐ kolejka ⇒ 7     | 12-12-2010 |
| ---------- | ------------------- | ---------- |
| 0-55       | Benevento - Roma    | 0-60       |
| 35-10      | Taurinia - Cogoleto | 31-0       |

| 21-11-2010 | 5 ⇐ kolejka ⇒ 10    | 27-3-2011 |
| ---------- | ------------------- | --------- |
| 127-0      | Roma - Cogoleto     | 62-0      |
| 17-26      | Benevento - Colorno | 5-44      |

| 24-10-2010 | 3 ⇐ kolejka ⇒ 8    | 16-1-2011 |
| ---------- | ------------------ | --------- |
| 5-58       | Cogoleto - Colorno | 0-94      |
| 82-0       | Roma - Taurinia    | 84-0      |

## Faza pucharowa

### Baraż o półfinał
| 3 kwietnia 2011 | Valsugana Padova | 12:18 | Red & Blu | Padwa |
| 3 kwietnia 2011 |                  | 12:18 |           | Padwa |

### Półfinały
| 10 kwietnia 2011 | Red & Blu | 14:46 | Red Panthers | Stadio Cocciano, Frascati |
| 10 kwietnia 2011 |           | 14:46 |              | Stadio Cocciano, Frascati |

| 10 kwietnia 2011 | Riviera del Brenta | 34:0 | Monza | Mira |
| 10 kwietnia 2011 |                    | 34:0 |       | Mira |

| 17 kwietnia 2011 | Red Panthers | 49:15 | Red & Blu | Treviso |
| 17 kwietnia 2011 |              | 49:15 |           | Treviso |

| 17 kwietnia 2011 | Monza | 12:31 | Riviera del Brenta | Adriano Chiolo, Monza |
| 17 kwietnia 2011 |       | 12:31 |                    | Adriano Chiolo, Monza |

### Finał
| 23 kwietnia 2011 | Red Panthers | 31:13 | Riviera del Brenta | Stadio Migliaretto, Mantua Sędzia: Matteo Liperini |
| 23 kwietnia 2011 |              | 31:13 |                    | Stadio Migliaretto, Mantua Sędzia: Matteo Liperini |